# Mariusz Partyka
Mariusz Partyka (ur. 1976) – polski poeta.
Trzykrotnie nominowany do Nagrody Głównej Ogólnopolskiego Konkursu Poetyckiego im. Jacka Bierezina (2004, 2005 - Nagroda Specjalna, 2010). Laureat Grand Prix IV Ogólnopolskiego Konkursu Poetyckiego „O Granitową Strzałę” 2012 - nagroda: wydanie tomiku Wierzyniec. Publikował m.in. w Arteriach i Gazecie Wyborczej. Mieszka w Zabrzu.

## Poezja
- Wieża myśliwych (Biuro Literackie, Wrocław 2009) - arkusz poetycki
- Wierzyniec (Strzeliński Ośrodek Kultury, Strzelin 2012)
- Eskapady (Stowarzyszenie Literackie im. K.K. Baczyńskiego, Łódź 2012)

antologie:
- Połów. Poetyckie debiuty 2010 (Biuro Literackie, Wrocław 2010)